# 算術級数の素数定理
算術級数の素数定理（さんじゅつきゅうすうのそすうていり）は、初項 a と公差 d が互いに素である等差数列に含まれる素数で、x 以下のものの数を {\displaystyle \pi _{d,a}(x)} で表すとき、
{\displaystyle \pi _{d,a}(x)\sim {\frac {1}{\varphi (d)}}\mathrm {Li} (x)}
となるという定理である。

## 歴史
{\displaystyle \gcd(a,d)=1} である自然数 a, d に対し、{\displaystyle dn+a} (n は自然数)と書ける素数が無限に存在することは古くから予想されていた。
エウクレイデス（ユークリッド）は素数が無限に多く存在することの証明を変形し、 4n+3 の形の素数が無限に多く存在する事を証明した。レオンハルト・オイラーはフェルマー数 Fkはどの2つも互いに素であること、Fkの素因数は n 2k+1+1 の形をしていることを示したが、これから任意の整数 k に対し、n 2k+1の形の素数が無限に多く存在することがわかる。アドリアン＝マリ・ルジャンドルは一般の円分多項式の値の性質から、 {\displaystyle dn+1} の形の素数が無限に多く存在する事を証明した。これらの証明はいずれも初等的であるが、一般の初項に対しては拡張できない。
1837年にペーター・グスタフ・ディリクレがL関数 {\displaystyle L(s,\chi )} を導入し、{\displaystyle L(1,\chi )\neq 0} を示す事で初めて{\displaystyle \gcd(a,d)=1} である自然数 a, d に対し、{\displaystyle dn+a}の形の素数が無限に多く存在する事、さらに、 x 以下の該当する素数の逆数の和は{\displaystyle \sim (\log \log x)/\varphi (d)}を満たすことを示した。
算術級数の素数定理
{\displaystyle \pi _{d,a}(x)\sim {\frac {1}{\varphi (d)}}\mathrm {Li} (x)}
はシャルル＝ジャン・ド・ラ・ヴァレー・プーサンによって証明された。彼は素数定理を証明したのと同様の方法をディリクレのL関数に用い、 t が0でない実数で、{\displaystyle a<c/\log t} のとき {\displaystyle L(1-a+it,\chi )\neq 0} となる定数 c が存在することを示すことによってこの定理をより強い形
{\displaystyle \pi _{d,a}(x)={\frac {1}{\varphi (d)}}\mathrm {Li} (x)+O(x\exp(-c_{1}{\sqrt {\log x}}))}
（ここで c1 は d に依存する正の定数）で証明した。

## 算術級数の素数定理の拡張
算術級数の素数定理が証明された後、{\displaystyle \pi _{d,a}(x)} の誤差項の改善が大きな課題となった。
イヴァン・ヴィノグラードフ（1958年）は指数和の評価を用いて誤差項を {\displaystyle O(x\exp(-c_{1}(\log x)^{3/5}(\log \log x)^{-1/5}))} に改善した。これが現在知られている最良の誤差項である。
一方、ゴールドバッハ予想などの数論上の問題の研究の過程で、dに対する依存の評価がより重要であると考えられるようになった。このときに問題となるのは{\displaystyle L(s,\chi )}は χ が実指標のとき、{\displaystyle s>1-c/\log t} を満たす零点を持つ可能性を除外できないことである。ただし、正の実数 s に対して {\displaystyle L(s,\chi )=0} となる事例はあるとしても1個しか存在しない。
ディリクレの類数公式から、任意の正の ε に対して {\displaystyle (L(1,\chi ))^{-1}=O(d^{1/2+\epsilon })} であることがわかり、これから{\displaystyle L(s,\chi )} の実の零点 s は {\displaystyle s<1-c/t^{1/2+\epsilon }} を満たすことが従う。ここで c は計算可能な正の定数である。
カール・ジーゲルは二次体の類数についての研究結果から任意の正の ε に対して {\displaystyle (L(1,\chi ))^{-1}=O(d^{\epsilon })} を示し、これから {\displaystyle s<1-c/t^{\epsilon }} を
示した。ただしこのときは c は計算可能ではない。これは後にセオドア・エスターマンによって複素函数論の基礎的な定理のみを用いて証明された。この結果から、任意の正の ε に対して、{\displaystyle x>\exp k^{\epsilon }} ならば
{\displaystyle \pi _{d,a}(x)={\frac {1}{\varphi (d)}}\mathrm {Li} (x)+O(x\exp(-c_{1}{\sqrt {\log x}}))}
（ここで c1 は ε にのみ依存する正の定数）
が成り立つ事が示される。